# USH1G
USH1G‏ (USH1 protein network component sans) هوَ بروتين يُشَفر بواسطة جين USH1G في الإنسان.